# 小行星5945
小行星5945（英語：5945 Roachapproach）是一颗围绕太阳公转的小行星。1984年9月28日，B. A. Skiff在可可尼诺县发现了此天体。
这颗小行星的绝对星等为297.8932346134281等。